# خیلی پیر برای راک اند رول: خیلی جوان برای مردن (ترانه)
«خیلی پیر برای راک اند رول: خیلی جوان برای مردن» (به انگلیسی: Too Old to Rock 'n' Roll: Too Young to Die) ترانه‌ای از گروه موسیقی جترو تال و یکی از قطعه‌های آلبومی به همین نام است که در سال ۱۹۷۶ منتشر شد. در زمان انتشار آلبوم در حالی که دیگر ترانه‌های آن موفقیت به‌خصوصی نداشتند، قطعهٔ «خیلی پیر برای راک اند رول: خیلی جوان برای مردن» در حجم وسیعی از ایستگاه‌های رادیویی پخش شد.

## محتوا
یک موزیسین پیشکسوت علیه جریان‌های جدید موسیقایی شورش می‌کند. این موضوع آلبوم مفهومی خیلی پیر برای راک اند رول: خیلی جوان برای مردن! است. شخصیت خیالی حاضر در این ترانه ری لوماس نام دارد. او «آخرین بازمانده از نسل راکرهای قدیمی» است که موهای بلند و شلوار جین تنگش از او شخصیتی متعلق به گذشته ترسیم می‌کنند. در زمان انتشار آلبوم سال‌ها از فعالیت ایان اندرسون در صنعت موسیقی می‌گذشت و به همین دلیل در بریتانیا بحث و جدل‌های بسیاری در مورد منظور این قطعه پیش آمد. با این‌حال خود اندرسون می‌گوید که پی نوشتن یک اتوبیوگرافی نبوده‌است. او معتقد است در این موضوع اگر روزنامه‌نگارها را گاومیش فرض کنید، «خیلی پیر برای راک اند رول: خیلی جوان برای مردن» حکم پارچهٔ قرمزی را دارد که آن‌ها را دنبال شما می‌کشاند. اندرسون دربارهٔ منبع الهامش برای نوشتن ترانه گفته یک‌بار که در ایالات متحده مسافر یک پرواز «بسیار بد و مشکل‌دار» بوده این کلمه‌ها به ذهنش خطور کردند: «برای راک اند رول زدن خیلی پیر شده‌ام، اما برای مردن خیلی جوان هستم».
من آن جمله‌ها را روی یک کاغذ نوشتم و تصمیم گرفتم با آن‌ها چیزی بسازم. به‌جای نوشتن آهنگی دربارهٔ ترس از پرواز به‌نظرم سرگرم‌کننده‌تر آمد در مورد یک موتورسوار پا به سِن گذاشته بنویسم که از تغییر همراه با زمانه اجتناب می‌کند و به سبک زندگی و فرهنگ خودش پایبند است؛ و در همان راستا به لباس‌ها، مُد، موسیقی و چیزهایی که بخشی از آن است؛ به عبارت دیگر او کمی «پیشرفت‌گریز» است و علاقه‌ای به تغییر ندارد.